# Stile herreriano

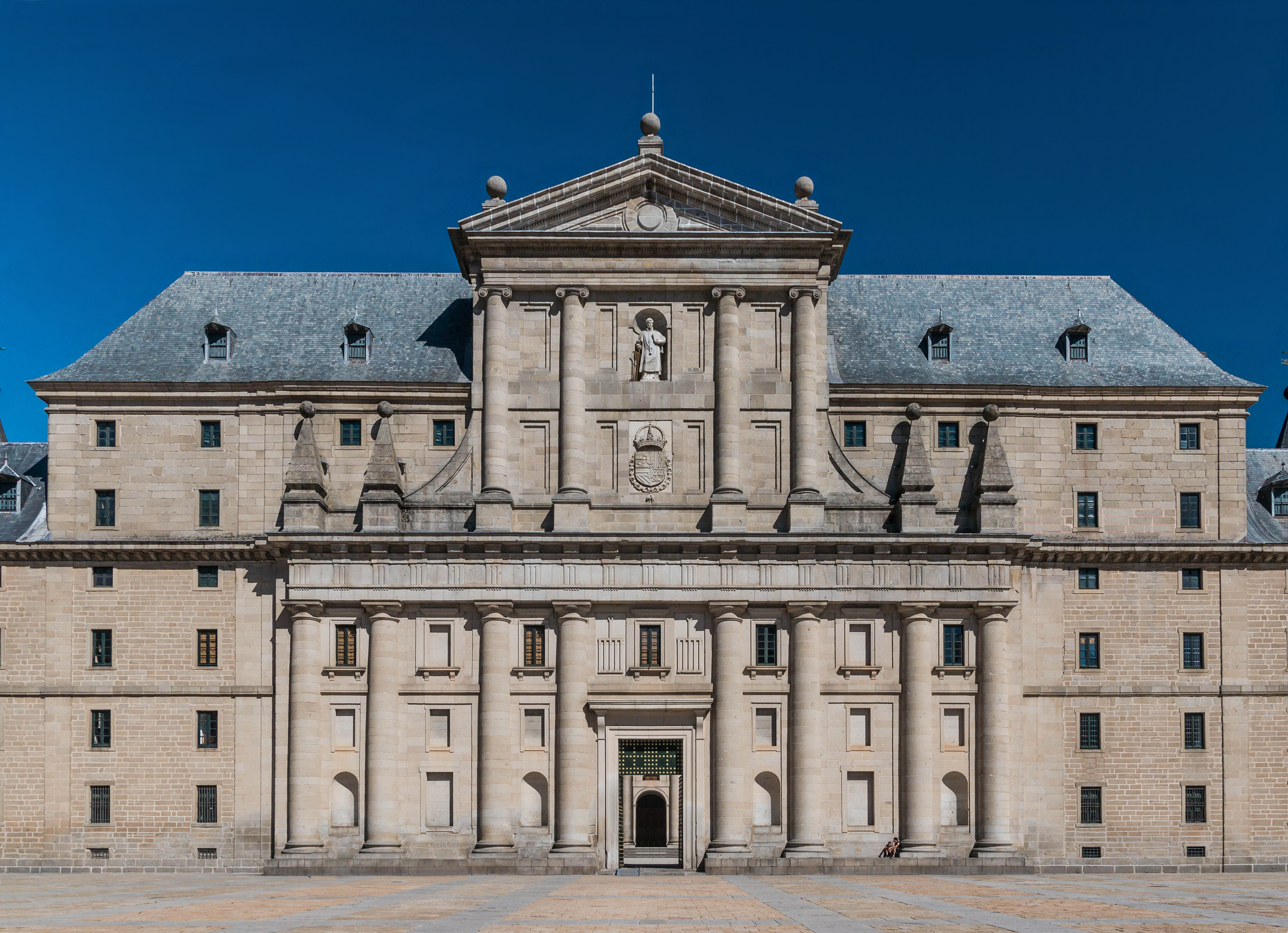
Facciata del Monastero dell'Escorial

Lo stile herreriano (in lingua originale: estilo herreriano o arquitectura herreriana), detto anche manierismo classicista si sviluppò in Spagna durante il terzo quarto del XVI secolo sotto il regno di Filippo II (1556-1598), e continuò nel XVII secolo, ma venne progressivamente assorbito dallo stile barocco dell'epoca. Corrisponde alla terza e ultima fase dell'architettura rinascimentale spagnola che si è evoluta in una progressiva purificazione ornamentale, dall'iniziale plateresco al purismo classico del '500 e alla nudità decorativa che ha contraddistinto lo stile herreriano. Ebbe origine con la costruzione del Monastero dell'Escorial, nella Comunità di Madrid, più precisamente, con la riorganizzazione del progetto fatta nel 1567 dall'architetto cantabrico Juan de Herrera (1530-1597), dopo la morte di Juan Bautista de Toledo (1515-1567), autore del progetto originario.
I principali esponenti sono il già citato Herrera, cui lo stile deve il nome, Andres de Vandelvira, Pedro Machuca e Francisco de Mora, architetto del Palazzo Ducale di Lerma in provincia di Burgos.

## Caratteristiche

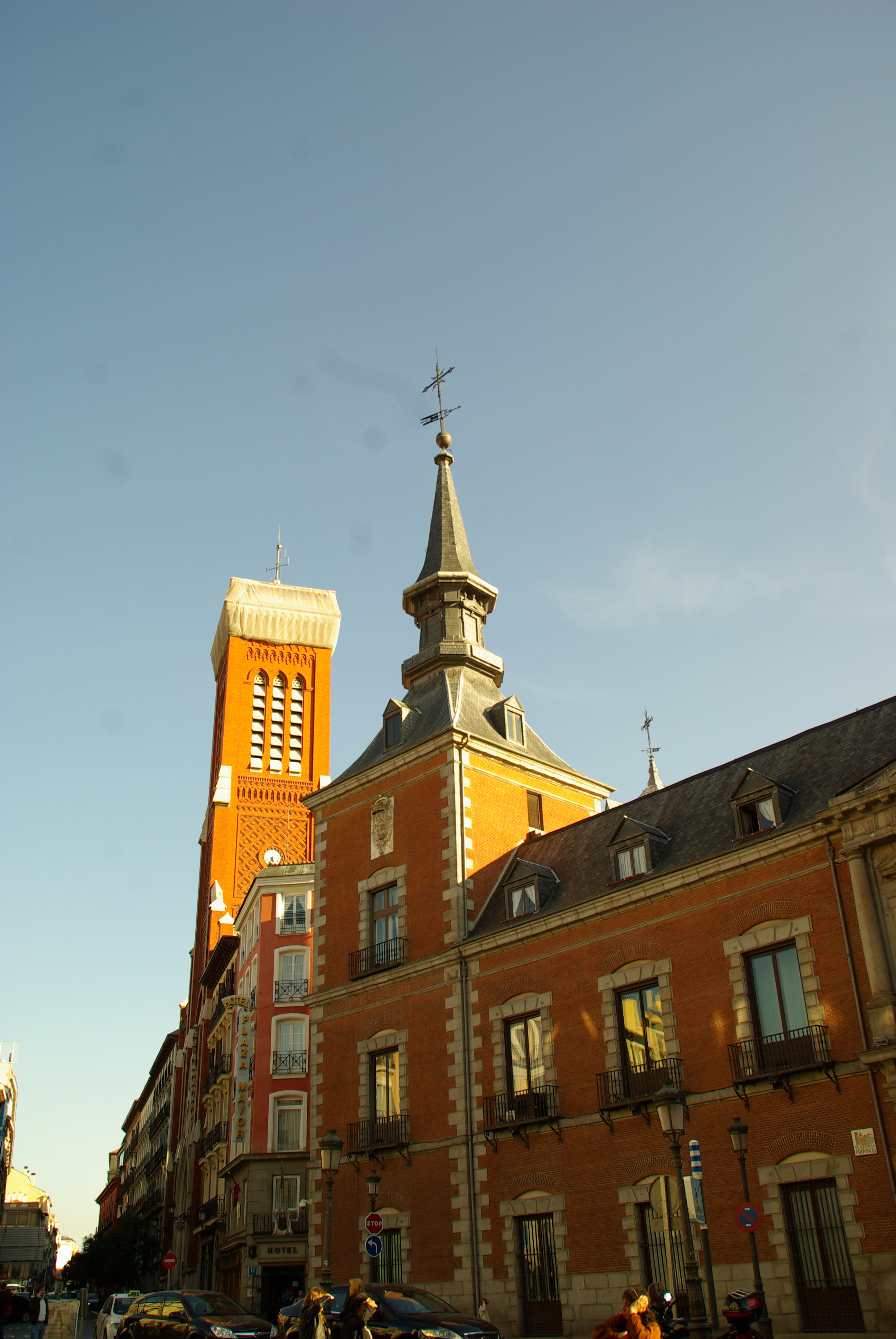
Il Palacio di Santa Cruz a Madrid

L'architettura herreriana si caratterizza per il suo rigore geometrico, il rapporto matematico tra i diversi elementi architettonici, la limpidezza dei volumi, la predominanza del muro sulla campata e la quasi totale assenza di decorazione, motivo per cui fu definito a suo tempo lo stile senza ornamenti. È anche conosciuto come stile Escorial, in riferimento all'edificio omonimo che ha funzione di paradigma per questa tendenza architettonica.
In particolare, gli edifici herreriani si distinguono per la loro severa orizzontalità ottenuta dall'equilibrio delle forme, preferibilmente cubiche, che sono disposte simmetricamente nella struttura. Generalmente hanno tetti di legno rivestiti all'esterno con ardesia e torri laterali sormontate da guglie quadrangolari coniche o piramidali con estremità appuntite, conosciute come guglie di Madrid, che introducono un elemento di verticalità e magnificenza rafforzando la sensazione di simmetria e allo stesso tempo di severità austera. Tuttavia, a volte non si cerca tanto l'orizzontalità quanto la voluminosità, ottenuta attraverso il gioco geometrico dei vari elementi architettonici. Questo è il modello utilizzato nella costruzione delle chiese parrocchiali, con grandi facciate, torri quadrangolari e pesanti contrafforti.

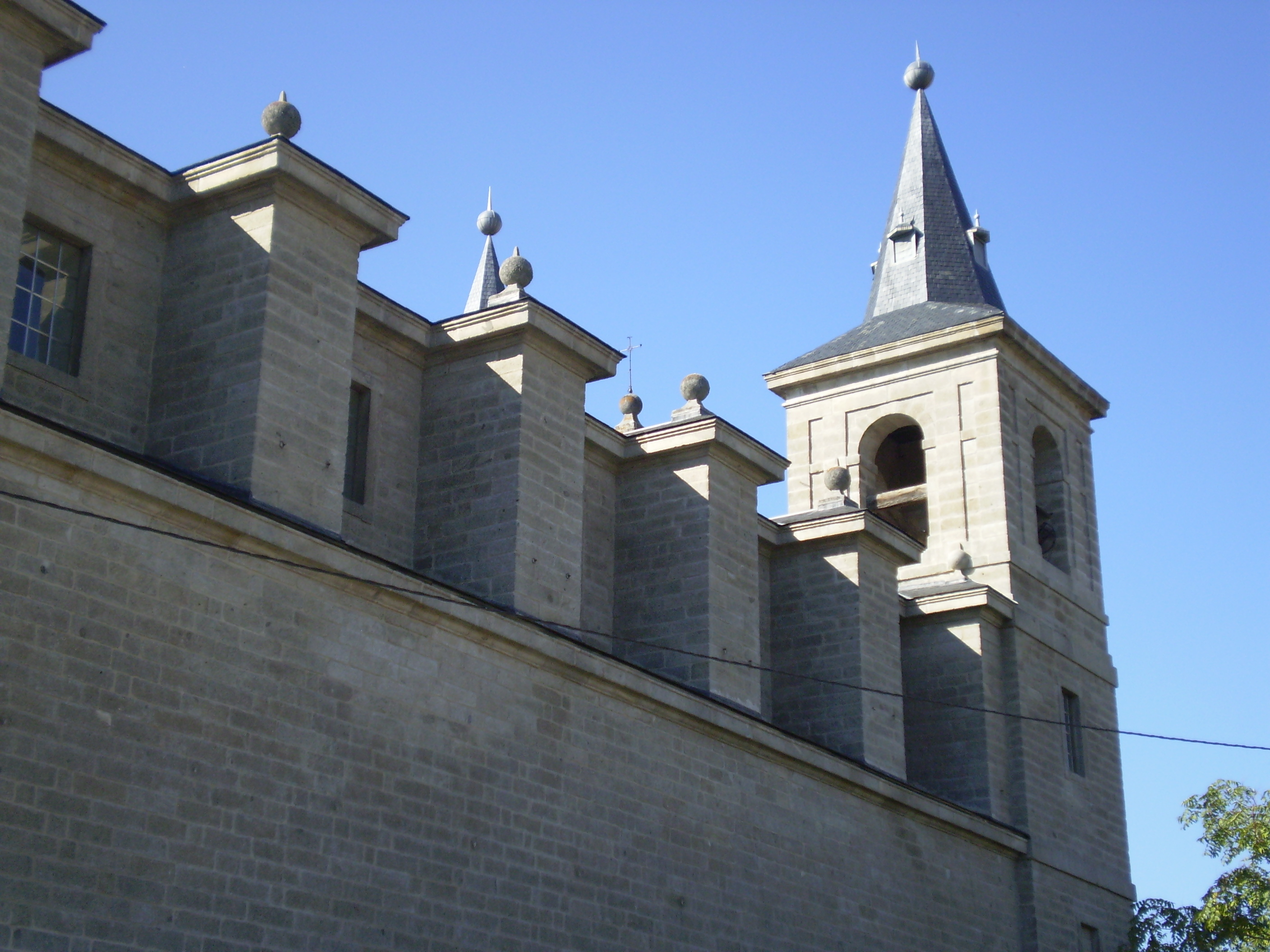
Un lato della chiesa di San Bernabè (Monastero del Escorial, Madrid)

Lo stile è intrinso di influenze fortemente classicheggianti italiane, tanto da richiamare forme armoniose che si avvicinano ai canoni romani. Infatti, nella maggior parte dei casi, si tratta di opere di grandi dimensioni, che spiccano nel loro ambiente e impressionano per la loro austerità e monumentalità. In questo caso da notare è il palazzo di Carlo V all'Alhambra di Granada, disegnato da Pedro Machuca, che fu elogiato dallo stesso imperatore come: 
Per quanto riguarda le applicazioni decorative, queste riducono l’uso di forme geometriche di base come sfere e piramidi. Da un punto di vista sociologico, questa sobrietà è una risposta al protestantesimo, in linea con gli orientamenti stabiliti dal Concilio di Trento (1545-1563).

## Storia

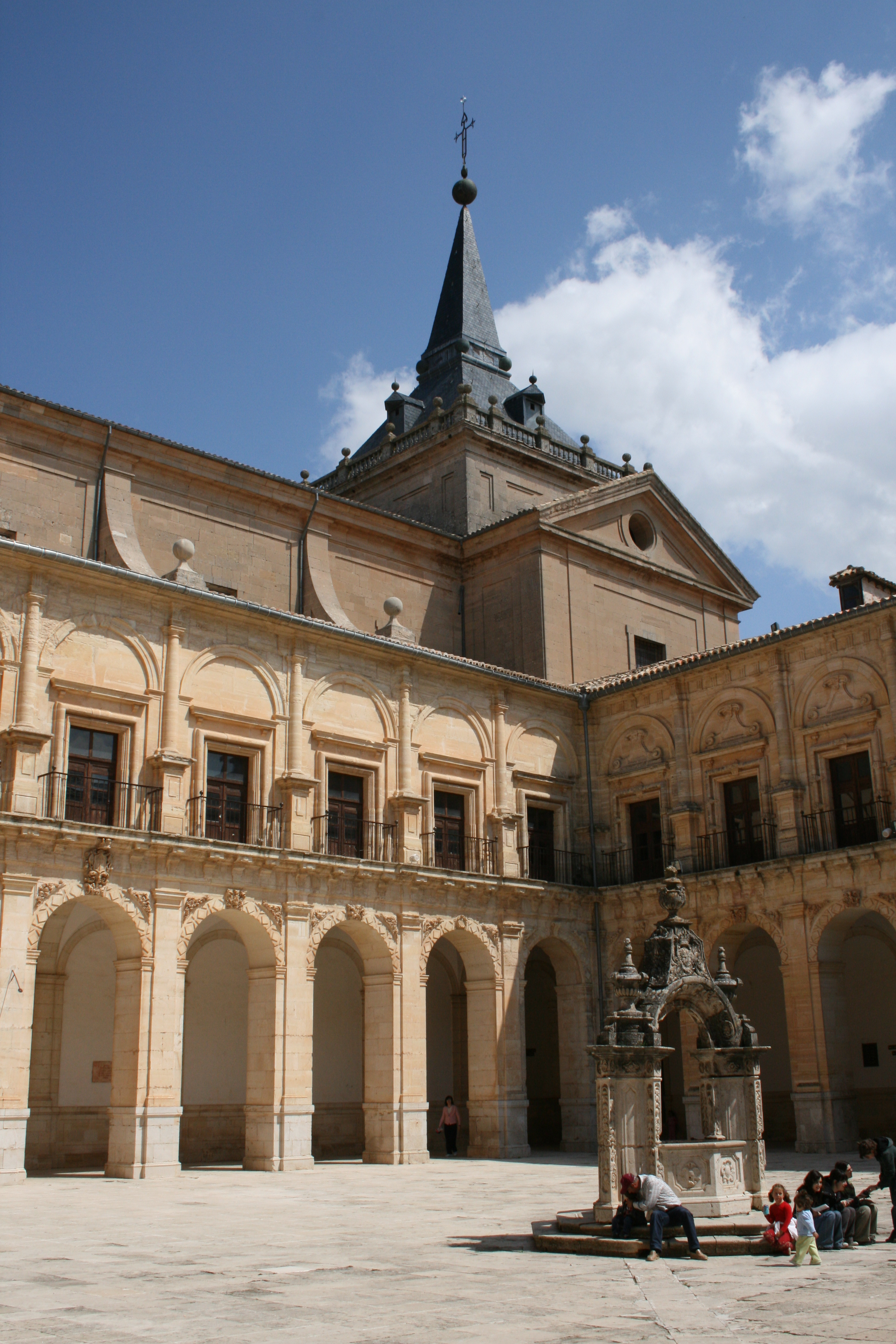
Il Monastero di Ucles

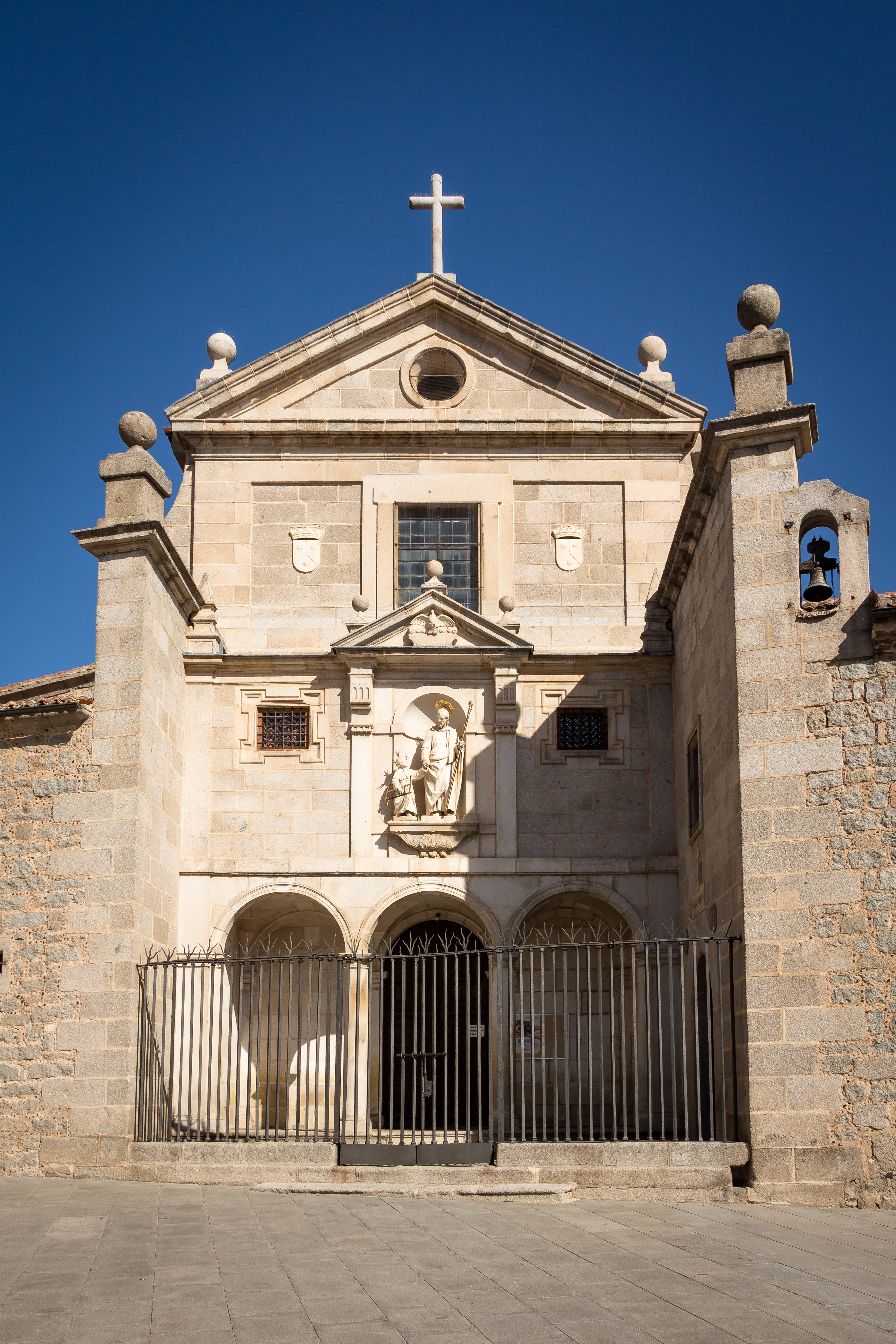
Il Convento di San Giuseppe ad Avila, opera prima del de Mora

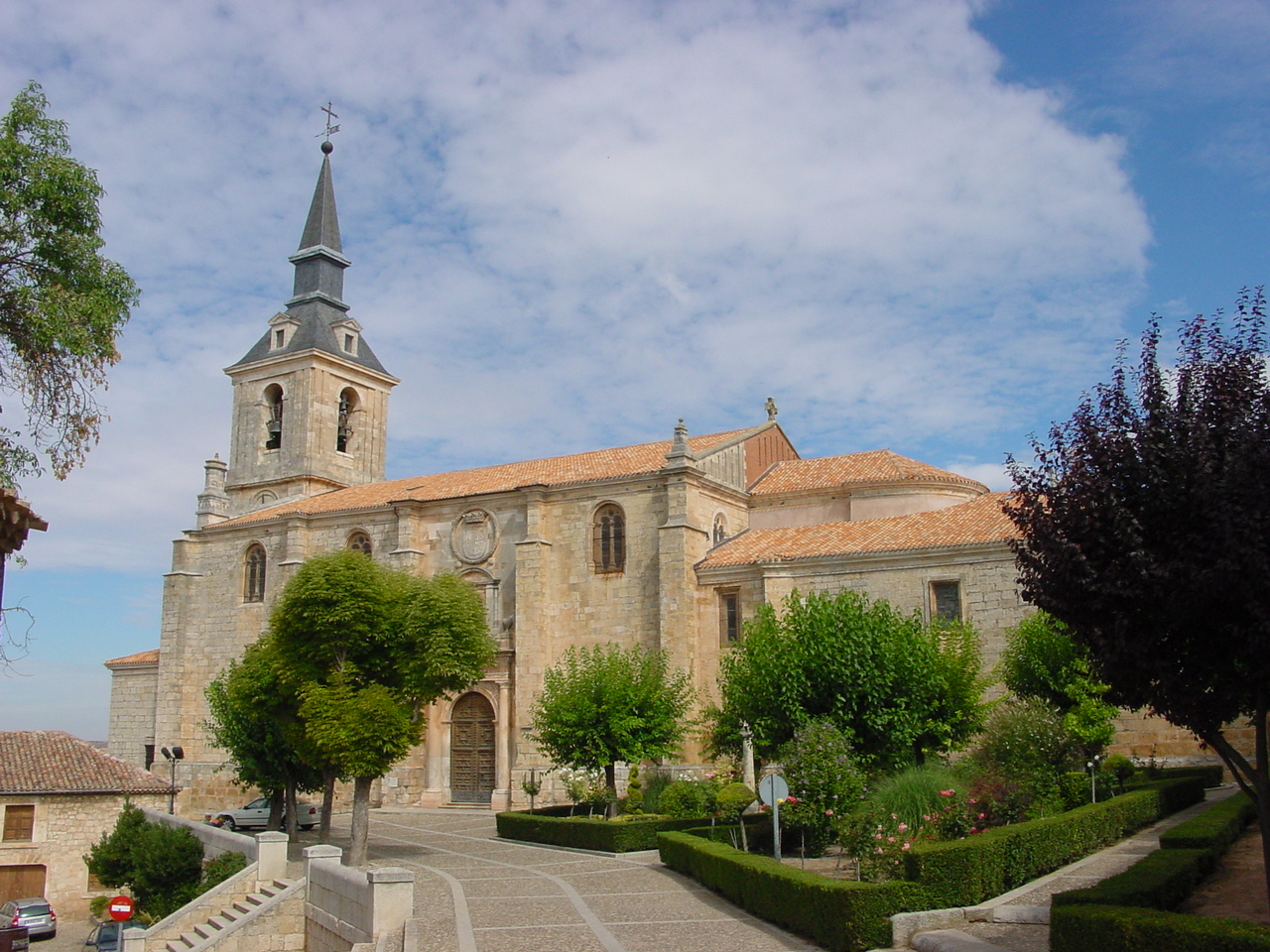
Il Collegio San Pedro a Lerma

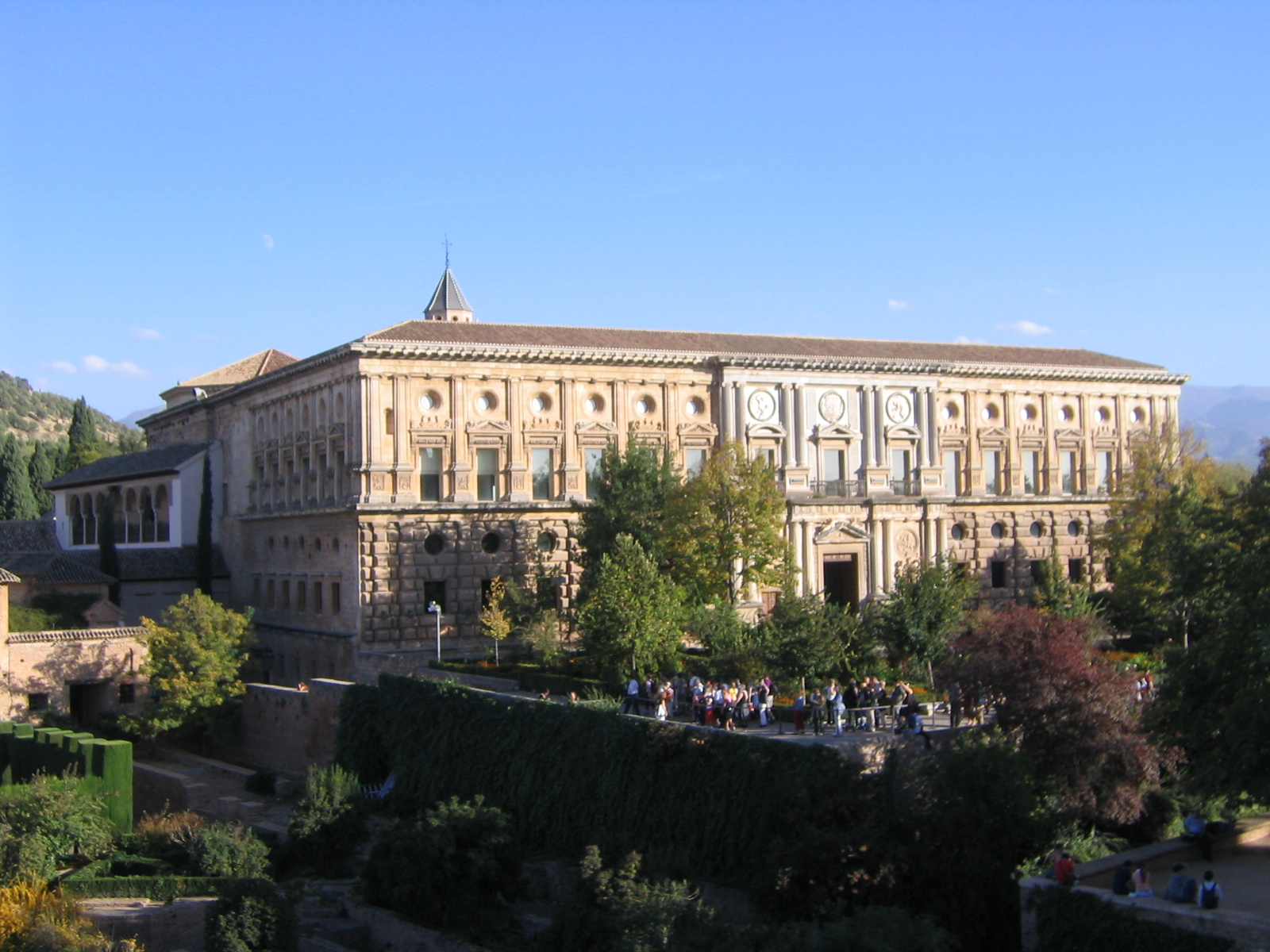
Il Palazzo di Carlo V a Granada visto dal lato occidentale

Lo stile herreriano fu l'architettura ufficiale degli Asburgo dal regno di Filippo II in poi. L'impatto socio-politico della costruzione del Monastero di El Escorial (1563-1584) facilitò la sua espansione; contribuì anche il fatto che Juan de Herrera fu nominato ispettore dei monumenti per la corona nel 1579. Lo stile si diffuse dapprima nelle regioni madrilene della Sierra de Guadarrama, situate nell'area di influenza del Monastero, per due motivi principali: l'aumento delle opere finanziate direttamente dalla Casa Reale e quelle promosse dai comuni di Guadarrama. Fu attivo in questa zona Francisco de Mora,  uno dei collaboratori di Herrera nei lavori del Monastero Reale, al servizio principalmente di nobili locali ma anche al per la Corona con lo sviluppo di diversi piani urbanistici e la costruzione della chiesa di San Bernabé.
Gli Asburgo amavano finanziare infrastrutture come il Puente Nuevo, a Galapagar, ed edifici ad uso privato di Filippo II, come la Casa Veleta, sempre a Galapagar, e gli Appartamenti reali a Torrelodones, entrambi non più esistenti, costruiti per facilitare il viaggio del monarca da Madrid al sito reale di El Escorial. 

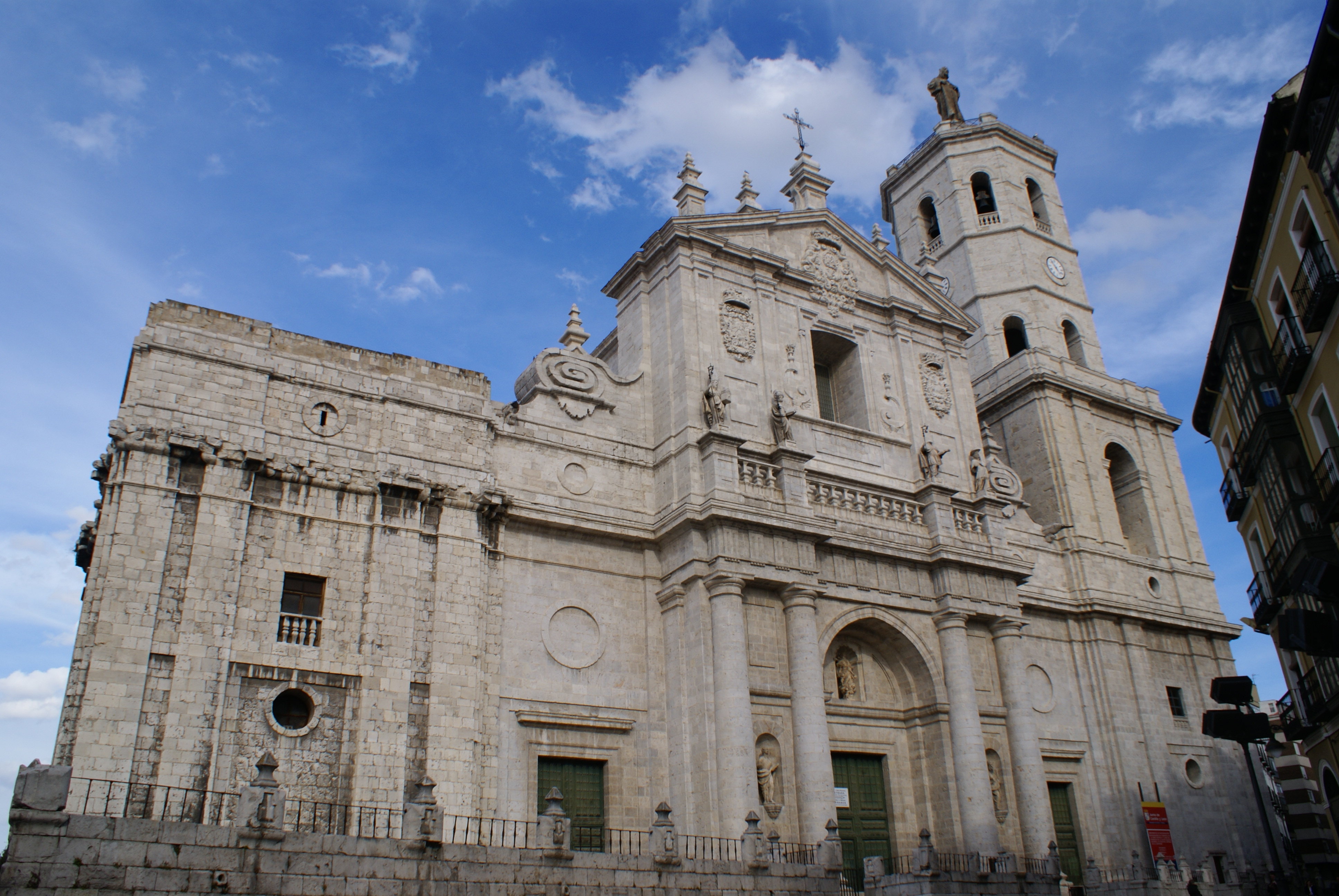
Cattedrale di Valladolid. Disegnata da Juan de Herrera nel 1582.

La Casa Reale approvò anche la concessione di benefici a comuni che procedevano alla ristrutturazione dei loro principali edifici pubblici e religiosi. Ciò ebbe un risultato molto proficuo, come dimostra è l'attuale aspetto herreriano delle chiese parrocchiali di Valdemorillo e Navalagamella, entrambe di origine medievale.

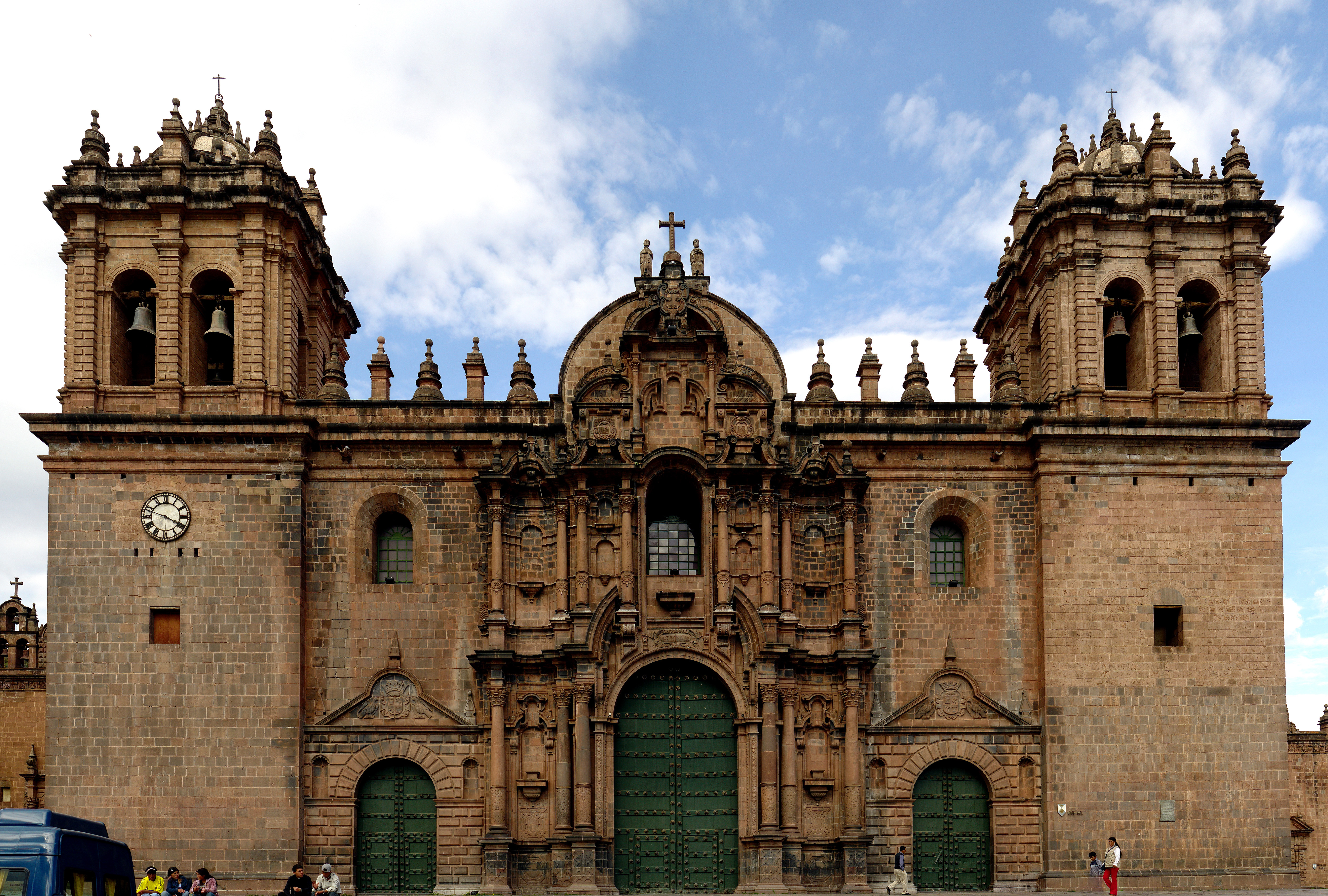
Il monumentale Duomo di Cuzco in Perù.

Lo stile herreriano si diffuse rapidamente in Spagna e in America Latina. Alcune opere rappresentative sono la Cattedrale di Valladolid e il Ponte di Segovia, entrambi progettati da Juan de Herrera, la chiesa del Monastero di Uclés di Francisco de Mora, la Chiesa di San Sebastián a Villacastín attribuita a Rodrigo Gil de Hontañón e il Collegio di San Luis a Villagarcía de Campos dello stesso de Hontañón e il Collegio di Nostra Signora di Antigua a Monforte de Lemos di Simón de Monasterio. In America spiccano la cattedrale di Cuzco di Miguel de Gutiérrez Sencio e la cattedrale di Puebla di Francisco Becerra e Juan Gómez de Trasmonte.

### Nel XVII secolo

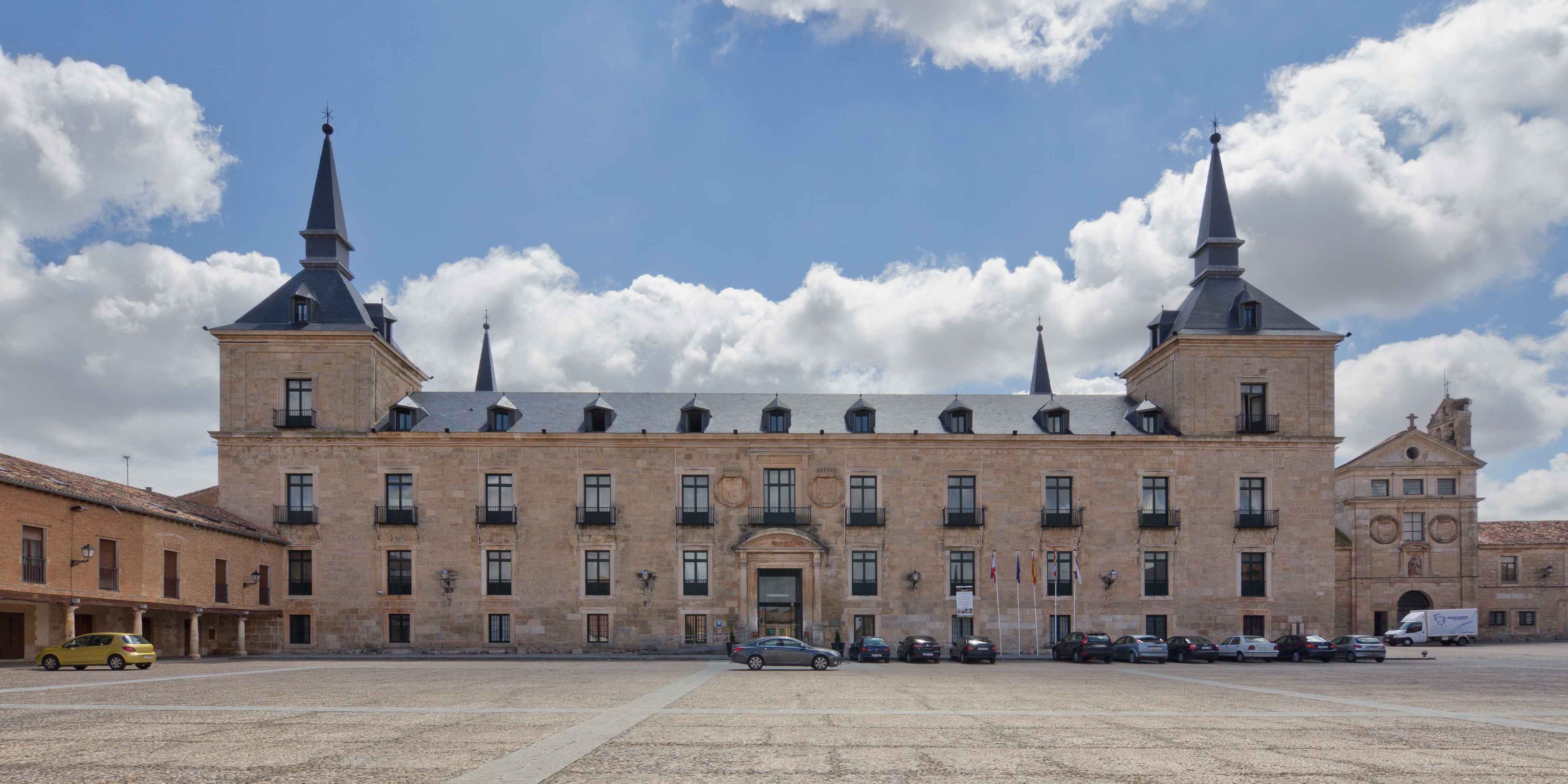
Il Palazzo Ducale di Lerma

Menzione speciale merita il Palazzo Ducale di Lerma (Burgos), che Francisco de Mora iniziò nel 1601 sotto Filippo III e che rappresenta l'assimilazione dello stile herreriano da parte delle incipienti tendenze barocche dell'epoca e l'instaurazione di un modello di architettura palaziale definito da alcuni "contaminato", che continuerà per tutto il XVII secolo. Costruito in un tempo relativamente ristretto, consentì ad un borgo medievale di trasformarsi in una villa aulica che fu una corte di ricreazione, frequentata da intellettuali e personaggi di spicco come Góngora, Lope de Vega e dove si tenevano sontuose feste e banchetti in onore dei re di Spagna. Fu attorniato da una piazza di 7.000 metri quadrati, circondata da diversi monasteri, conventi e siepi; nel periodo di massimo splendore fu utilizzato come luogo di mercato per le transazioni, come recinto per le commedie e anche come arena per le feste di corrida. Anche per questi motivi è spesso etichettato come il capolavoro dello stile herreriano.
La maggior parte degli edifici civili eretti a Madrid durante i regni di Filippo III e Filippo IV seguirono le linee guida architettoniche del suddetto palazzo. È il caso dell'allora Palazzo del Consiglio, del Palazzo di Santa Cruz e della Casa della Villa, tutti di stile barocco, ma con notevoli reminiscenze herreriane.
Nel '600 comparve la caratteristica guglia piramidale, conosciuta come la "guglia di Madrid", con tetti di ardesia. Questo elemento fu adottato da numerose costruzioni, principalmente nei campanili e negli stemmi delle chiese, ma anche in molte costruzioni civili.

### Architettura neoherreiana
I secoli XVII e XVIII significarono il declino di questo stile architettonico. 

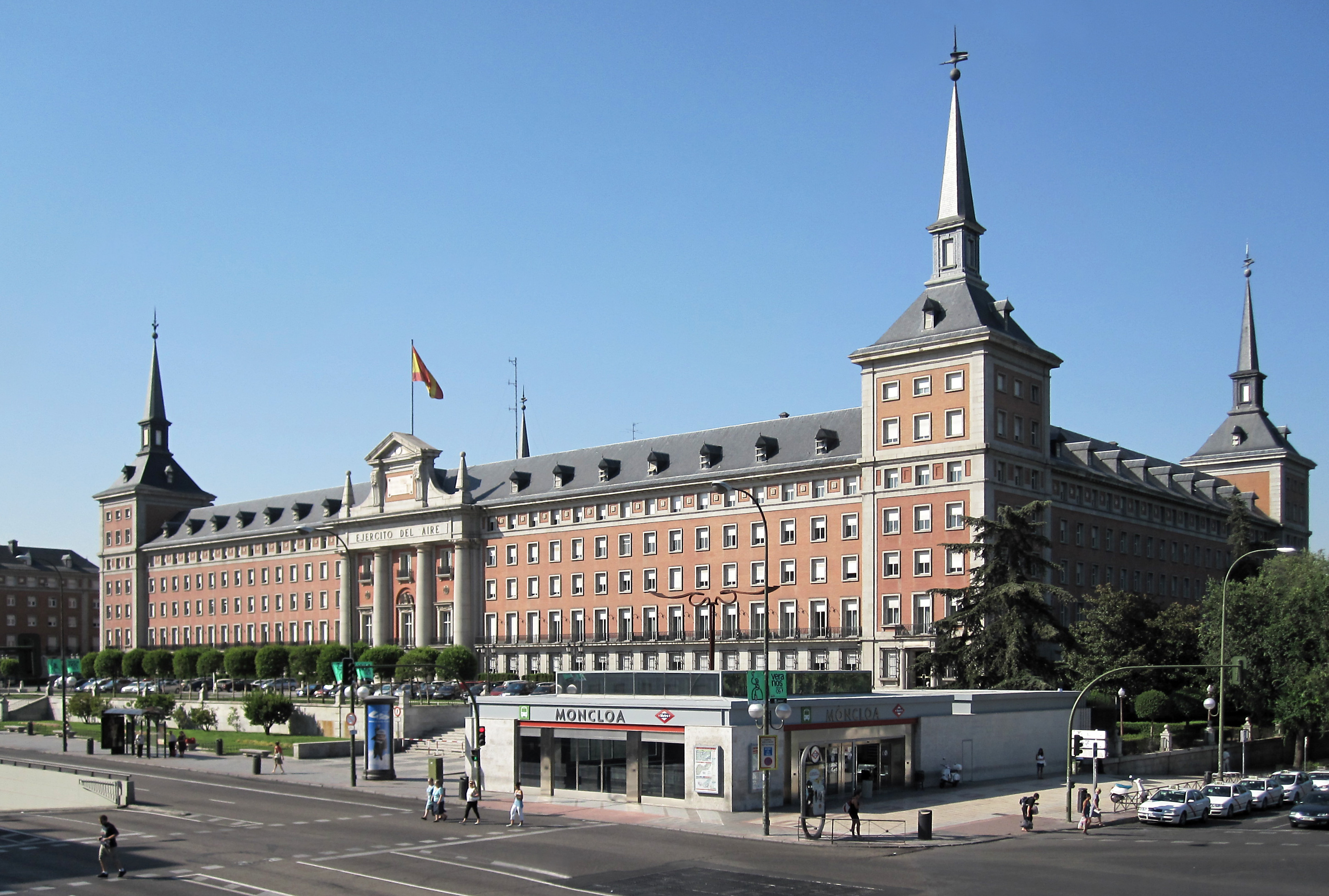
Il quartier generale dell'Aeronautica Militare a Madrid

Tuttavia, nel XX secolo, il dittatore Francisco Franco tentò di riportare in voga un orientamento di quattro secoli addietro, ma rimodernandolo così da favorire alla nascita dello stile neoherreriano, esempio di zelo patriottico con l'Escorial in prima linea come prototipo. La Plaza Moncloa a Madrid, su cui spicca il quartier generale dell'Aeronautica Militare tra numerosi grandi edifici dell'epoca, ne simboleggiò la rinascita. Franco voleva infatti appellarsi ad eroe nazionale dopo la sua vittoria nella Guerra Civile, da lui stesso definita l'ultima delle crociate, e la costruzione di opere monumentali sarebbe servita ad esaltare la sua figura.